# Alaksandr Huzau
Alaksandr Wiktarawicz Huzau (biał. Аляксандр Віктаравіч Гузаў, ros. Александр Викторович Гузов; ur. 24 czerwca 1975) – białoruski zapaśnik walczący w stylu wolnym. Dwukrotny olimpijczyk. Siódmy w Atlancie 1996 i ósmy w Sydney 2000. Walczył w kategorii 57–58 kg.
Piąty na mistrzostwach świata w 1994. Czwarty na mistrzostwach Europy w 1998 i 2002 roku.